# Броусил, Антонин Мартин
Антони́н Марти́н Бро́усил (чеш. Antonín Martin Brousil; 15 мая 1907, ?, Австро-Венгрия, ныне Долни Островец, Чехия — 23 июня 1986, Прага, Чехословакия, ныне Чехия) — чешский киновед, театральный и кинокритик и педагог, теоретик кино.

## Биография
В 1930-х годах публиковался в прессе как театральный и кинокритик. Он заложил фундамент чешского высшего кинообразования. В 1945 году участвовал в создании Академии изящных искусств: в 1945—1946 годах — профессор, основатель кабинета киноведения, а в 1948—1949 годах — ректор. Разрабатывал методику преподавания драматургии и режиссуры. Участвовал в организации международных кинофестивалей в Марианске-Лазне и Карловых Варах;с 1946 года бессменный председатель международного жюри этого фестиваля. Был председателем международных организаций СИЛЕКТ и СИДАЛК. Член КПЧ.
Был членом жюри Первого и IX Московского международного кинофестиваля.

## Сочинения
- Česká hudba v českém filmu. Praha, 1940.
- Listy ochotníkům. Praha, 1942.
- Film a národnost, 2 vyd. Praha, 1946.
- Problematika námětu ve filmu, 2 vyd. Praha, 1946.
- Literatura a film. Praha, 1947.
- Hudba v našem filmu, 2 vyd. Praha, 1948.
- O kosmopolotismu a nacionalismu v čs. filmu. Praha, 1952.

## Награды
- 1948 — Государственная премия ЧССР за деятельность в области теории киноискусства
- 1979 — Почётная премия XI Московского международного кинофестиваля (по случаю 60-летия советского кино)